# Gérgal
Gérgal község Spanyolországban, Almería tartományban. Lakosainak száma 1191 fő (2024).

## Földrajza
Gérgal Bacares, Alcóntar, Serón, Olula de Castro, Castro de Filabres, Tabernas, Gádor, Santa Fe de Mondújar, Santa Cruz de Marchena, Alboloduy, Nacimiento és Baza községekkel határos.

## Népesség
A település lakosságának változását az alábbi diagram mutatja:
| Lakosok száma | 1050 | 1068 | 1042 | 1107 | 1116 | 1034 | 1037 | 1030 | 1107 | 1191 |
|               | 2001 | 2004 | 2006 | 2009 | 2011 | 2014 | 2016 | 2019 | 2021 | 2024 |